# باي راه تشال بلوتك (قلعة خواجة)
باي راه تشال بلوتك (بالفارسية: پای‌راه چال بلوتک) هي منطقة سكنية تقع في إيران في قسم قلعة خواجة الريفي. يقدر عدد سكانها بـ 76 نسمة .